# Base Ridge
Base Ridge är en bergstopp i Antarktis. Den ligger i Östantarktis. Australien gör anspråk på området. Toppen på Base Ridge är 86 meter över havet. Base Ridge ligger vid sjöarna  Reid Lake Sibthorpe och Jinbu Hu.
Terrängen runt Base Ridge är platt åt nordväst, men åt sydost är den kuperad. Havet är nära Base Ridge norrut. Trakten är glest befolkad. Närmaste befolkade plats är Zhongshan Station, 2,1 kilometer norr om Base Ridge. 